# Giải quần vợt Mỹ Mở rộng 2019 - Đơn xe lăn quad
Dylan Alcott là đương kim vô địch, nhưng thua tại chung kết trước Andrew Lapthorne với tỷ số 1–6, 0–6.

## Hạt giống
1. Dylan Alcott
2. David Wagner

## Bốc thăm

### Từ viết tắt
| - Q = Vòng loại - WC = Đặc cách - LL = Thua cuộc may mắn - Alt = Thay thế - SE = Miễn đặc biệt | - PR = Bảo toàn thứ hạng - w/o = Thắng nhờ đối thủ rút lui trước trận đấu - r = Bỏ cuộc giữa trận đấu - d = Bị xử thua - SR = Xếp hạng đặc biệt |

### Chung kết
|  | Chung kết |                  |   |   |  |  |
|  |           |                  |   |   |  |  |
|  | 1         | Dylan Alcott     | 1 | 0 |  |  |
|  |           | Andrew Lapthorne | 6 | 6 |  |  |

### Đấu vòng tròn
|    |                  | Alcott             | Wagner        | Lapthorne          | Barten   | RR W–L | Set W–L   | Game W–L    | Vị trí |
| 1  | Dylan Alcott     |                    | 6–0, 7–6(7–3) | 0–6, 7–6(7–3), 6–3 | 6–2, 6–0 | 3–0    | 6–1 (86%) | 38–23 (62%) | 1      |
| 2  | David Wagner     | 0–6, 6–7(3–7)      |               | 1–6, 1–6           | 6–0, 6–1 | 1–2    | 2–4 (33%) | 20–26 (43%) | 3      |
|    | Andrew Lapthorne | 6–0, 6–7(3–7), 3–6 | 6–1, 6–1      |                    | 6–1, 6–3 | 2–1    | 5–2 (71%) | 39–19 (67%) | 2      |
| WC | Bryan Barten     | 2–6, 0–6           | 0–6, 1–6      | 1–6, 3–6           |          | 0–3    | 0–6 (0%)  | 7–36 (16%)  | 4      |

Vị trí được xác định bởi: 1) Số trận thắng; 2) Số trận đấu; 3) Kết quả đối đầu 2 tay vợt; 4) Tỷ lệ phần trăm set thắng, hoặc của game thắng; 5) Quyết định của Ban tổ chức.